# Aïssa Mandi
Aïssa Mandi (Châlons-en-Champagne, Francia, 22 de octubre de 1991) es un futbolista franco-argelino que juega como defensa en el Lille O. S. C. de la Ligue 1.

## Trayectoria

### Stade de Reims
Con 18 años ingresó en el club del Stade de Reims. El 20 de agosto de 2010 debutó como profesional con este club en un partido contra Le Havre. En la temporada 2011-12 logró el ascenso a la Ligue 1, competición en la que fue titular habitual en las siguientes cuatro temporadas. Durante su etapa en el Stade de Reims disputó 169 encuentros, 126 de ellos correspondientes a la Ligue 1, logrando catorce tantos.

### España
El 30 de junio de 2016, tras el descenso de categoría del Stade, fichó por el Real Betis Balompié por cinco temporadas.
Su primera temporada fue un año de adaptación y su asentamiento en el equipo fue complicado, aunque terminó consolidado en la titularidad. En el verano de 2017, estuvo cerca de salir del Betis cedido o traspasado, tras la llegada de Quique Setién al banquillo bético. Sin embargo, durante la pretemporada, se ganó la confianza del entrenador y de hecho fue el jugador de la plantilla  que más minutos disputó en la temporada 2017/18 y el único que superó los 3.000 minutos de juego.
En la siguiente temporada su profesionalidad llegó a ser alabada por su técnico Quique Setién, que le calificó como el jugador con más interés que yo he visto en cuarenta años.
Abandonó la entidad verdiblanca tras finalizar su contrato al término de la temporada 2020-21 y se marchó al Villarreal C. F. con el que firmó por cuatro años. Tras las tres primeras temporadas llegó a un acuerdo para rescindir su contrato.

### Regreso a Francia
El 1 de agosto de 2024 se hizo oficial su regreso a Francia tras fichar por el Lille O. S. C. para las siguientes dos campañas.

## Selección nacional
A pesar de que el también era elegible para jugar en Francia, decidió jugar por Argelia e hizo su debut contra Eslovenia el 5 de marzo de 2014 con una victoria argelina por 2-0. Diez años después, el 10 de octubre de 2024, alcanzó las cien internacionalidades.

### Participaciones en Copas del Mundo
| Mundial                        | Sede   | Resultado        |
| ------------------------------ | ------ | ---------------- |
| Copa Mundial de Fútbol de 2014 | Brasil | Octavos de final |

## Estadísticas

### Clubes
Actualizado al último partido disputado el 10 de mayo de 2025.
| Club                         | Div.          | Temporada     | Liga  | Liga  | Copas nacionales | Copas nacionales | Copas internacionales | Copas internacionales | Total | Total |
| Club                         | Div.          | Temporada     | Part. | Goles | Part.            | Goles            | Part.                 | Goles                 | Part. | Goles |
| ---------------------------- | ------------- | ------------- | ----- | ----- | ---------------- | ---------------- | --------------------- | --------------------- | ----- | ----- |
| Stade de Reims Francia       | 3.ª           | 2009-10       | 1     | 0     | 1                | 0                | —                     | —                     | 2     | 0     |
| Stade de Reims Francia       | 2.ª           | 2010-11       | 8     | 0     | 2                | 0                | —                     | —                     | 10    | 0     |
| Stade de Reims Francia       | 2.ª           | 2011-12       | 26    | 1     | 2                | 0                | —                     | —                     | 28    | 1     |
| Stade de Reims Francia       | 1.ª           | 2012-13       | 29    | 2     | 1                | 0                | —                     | —                     | 30    | 2     |
| Stade de Reims Francia       | 1.ª           | 2013-14       | 33    | 0     | 3                | 0                | —                     | —                     | 36    | 0     |
| Stade de Reims Francia       | 1.ª           | 2014-15       | 32    | 6     | 1                | 0                | —                     | —                     | 33    | 6     |
| Stade de Reims Francia       | 1.ª           | 2015-16       | 32    | 5     | 1                | 0                | —                     | —                     | 33    | 5     |
| Stade de Reims Francia       | Total club    | Total club    | 161   | 14    | 11               | 0                | 0                     | 0                     | 172   | 14    |
| Real Betis Balompié · España | 1.ª           | 2016-17       | 26    | 2     | 2                | 0                | —                     | —                     | 28    | 2     |
| Real Betis Balompié · España | 1.ª           | 2017-18       | 34    | 1     | 1                | 0                | —                     | —                     | 35    | 1     |
| Real Betis Balompié · España | 1.ª           | 2018-19       | 35    | 1     | 7                | 1                | 6                     | 0                     | 48    | 2     |
| Real Betis Balompié · España | 1.ª           | 2019-20       | 29    | 0     | 1                | 0                | —                     | —                     | 30    | 0     |
| Real Betis Balompié · España | 1.ª           | 2020-21       | 28    | 3     | 4                | 0                | —                     | —                     | 32    | 3     |
| Real Betis Balompié · España | Total club    | Total club    | 152   | 7     | 15               | 1                | 6                     | 0                     | 173   | 8     |
| Villarreal C. F. · España    | 1.ª           | 2021-22       | 17    | 1     | 2                | 1                | 3                     | 0                     | 22    | 2     |
| Villarreal C. F. · España    | 1.ª           | 2022-23       | 21    | 0     | 4                | 0                | 10                    | 0                     | 35    | 0     |
| Villarreal C. F. · España    | 1.ª           | 2023-24       | 16    | 1     | 1                | 0                | 5                     | 0                     | 22    | 1     |
| Villarreal C. F. · España    | Total club    | Total club    | 54    | 2     | 7                | 1                | 18                    | 0                     | 79    | 3     |
| Lille O. S. C. Francia       | 1.ª           | 2024-25       | 24    | 0     | 1                | 0                | 6                     | 0                     | 31    | 0     |
| Lille O. S. C. Francia       | Total club    | Total club    | 24    | 0     | 1                | 0                | 6                     | 0                     | 31    | 0     |
| Total carrera                | Total carrera | Total carrera | 391   | 23    | 34               | 2                | 30                    | 0                     | 455   | 25    |
| 1. 2.                        |               |               |       |       |                  |                  |                       |                       |       |       |

## Palmarés

### Títulos internacionales
| Título                    | Club (*)             | País   | Año  |
| ------------------------- | -------------------- | ------ | ---- |
| Copa Africana de Naciones | Selección de Argelia | Egipto | 2019 |

(*) Incluyendo la selección.